# Chlum (Orlická tabule, 354 m)
Chlum (354 m n. m.) je vrch v okrese Ústí nad Orlicí v Pardubickém kraji. Leží asi 2 km jižně od města Choceň na jeho katastrálním území a území podřazené vsi Dvořisko.

## Geomorfologické zařazení
Geomorfologicky vrch náleží do celku Orlická tabule, podcelku Třebechovická tabule a okrsku Brodecká plošina. Podle alternativního členění náleží vrch do okrsku Choceňská plošina a Brodecká plošina je zde pouze podokrskem.